# Municipio de Hoberg
El municipio de Hoberg (en inglés: Hoberg Township) es un municipio ubicado en el condado de Lawrence en el estado estadounidense de Misuri. En el año 2010 tenía una población de 706 habitantes y una densidad poblacional de 12,32 personas por km².

## Geografía
El municipio de Hoberg se encuentra ubicado en las coordenadas 37°3′39″N 93°51′34″O / 37.06083, -93.85944. Según la Oficina del Censo de los Estados Unidos, el municipio tiene una superficie total de 57.3 km², de la cual 57,24 km² corresponden a tierra firme y (0,1 %) 0,06 km² es agua.

## Demografía
Según el censo de 2010, había 706 personas residiendo en el municipio de Hoberg. La densidad de población era de 12,32 hab./km². De los 706 habitantes, el municipio de Hoberg estaba compuesto por el 96,74 % blancos, el 0,28 % eran amerindios, el 0,71 % eran de otras razas y el 2,27 % eran de una mezcla de razas. Del total de la población el 3,54 % eran hispanos o latinos de cualquier raza.